# Ducret (Basketballspielerin)
Ducret (Vorname unbekannt) ist eine ehemalige Schweizer Basketballspielerin.

## Karriere
Ducret nahm mit der Schweizer Basketballnationalmannschaft der Damen an der ersten Europameisterschaft nach dem Zweiten Weltkrieg teil, die Mitte Mai 1950 in Budapest ausgetragen wurde. In den Spielen gegen die Tschechoslowakei (16:70), die Niederlande (29:30), Italien (18:61), Israel (28:21), Österreich (28:26), Rumänien (27:34) und Belgien (29:32) erzielte die Schweizerin zwei Punkte.